# 黃健菁
黃健菁（英語：Cherry Wong Kin-ching），是香港政治人物，民主派一員，公民黨黨員，前香港中西區區議會堅摩選區議員，畢業於香港中文大學工商管理碩士，是一名專業會計師，民間組織「守護堅城聯盟」召集人，香港特別行政區選舉委員會成員（會計界），前中西區區議會增選委員。目前定居加拿大。

## 區議會生涯(2019年-2021年)
於2019年香港區議會選舉，黃健菁出戰堅摩選區，挑戰民建聯副主席陳學鋒。於投票日，黃炮轟陳學鋒疑親自駕駛貼上候選人宣傳海報的的私家車駛進禁止拉票區及在禁區內貼宣傳海報，並向選舉事務處投訴，惟處方未有答覆如何處理投訴，而陳亦得到疑似黑幫的白衣人現身護航。
最終黃健菁勝出是次選舉，值得一提的是，堅摩在1994年轉為單議席選區後，民主派和建制派每屆的得票都非常接近，勝出者得票往往只是高百多票，甚至是數十票。不過每次建制派都以些微票數勝出，民主派的候選人就從未贏過該區議席。而2007年和2015年選舉中，民主派的得票都超過建制派，而兩次民主派都有兩個候選人參選。這情況直至2019年選舉時才被黃健菁打破。
2020年5月16日，中西區區議員黃健菁位於西環邨的辦事處舉行開幕典禮，並同時宣布加入公民黨，繼2011年陳淑莊落敗後，公民黨再次取得中西區區議會的議席。開幕典禮獲黨主席梁家傑、黨魁楊岳橋、東區區議員鄭達鴻等人出席支持。
2021年5月21日，黃健菁稱身體欠佳辭任區議員：不再參與政治或地區活動
《2021年公職（參選及任職）（雜項修訂）條例草案》（《條例》）今日正式刊憲生效，規定區議員必須宣搶效忠《基本法》及擁護特區政府。公民黨中西區區議員黃健菁今日下午宣佈以身體情況為由辭職，並於6月1日起不再參與政治或地區活動，專心休息。
黃健菁指，自上任後身體狀況一直欠佳，未能在正常健康狀態，去年12月醫生更建議必須暫停工作，多加休息才可真正康復。她指身體狀況未見好轉，亦不能再拖，所以辭任區議員職務。她又指，辦事處將6月1日起關閉，同日起不再參與政治或地區活動。